# シャンピオナ・フェデラル・ナシオナル2
シャンピオナ・フェデラル・ナシオナル2（Championnat Fédéral Nationale 2）は、フランスにおけるラグビーユニオンのリーグ（4部）である。通称はナシオナル2。2022年に創設された。

## 概要
2020年に創設された3部大会「シャンピオナ・フェデラル・ナシオナル」に続き、2022年にその下位大会（4部）として新設された。これにより、それまで4部・5部・6部だった「フェデラル1・2・3（Fédéral 1/2/3）」は、5部・6部・7部となった。
初年度（2022-23シーズン）は、2021-2022シーズンのシャンピオナ・フェデラル・ナシオナルから降格した2チームと、2021-2022シーズンのフェデラル1からの22チームによる、24チームが参加した。

### 昇格・降格
レギュラーシーズンは、12チームずつ2つのプールに分かれ、ホームアンドアウェーの総当たり戦（各チーム22試合）で競う。
レギュラーシーズン終了後、各プール上位6チーム（計12チーム）がノックアウト方式のトーナメント戦を行う。まず、3位～6位の計8チームが1回戦を行い、1位～2位の計4チームは2回戦（準々決勝）から参加する。
優勝チームは上位大会へ自動昇格（上位大会の最下位 (14位) は自動降格）。準優勝チーム（決勝戦の敗者）は、上位大会の13位と入替戦を行い、昇格または残留が決まる。
各プール11位～12位の計4クラブは、下位大会フェデラル1に自動降格する（下位大会から4チームが自動昇格する）。

## 関連大会
|               | ヨーロッパ6か国 および 南アフリカ共和国 ほか ・ |                                                |                                            |                                                                         | |
| 上位大会      | ヨーロピアンラグビー・チャンピオンズカップ      | ヨーロピアンラグビー・チャンピオンズカップ     | ヨーロピアンラグビー・チャンピオンズカップ | ヨーロピアンラグビー・チャンピオンズカップ                              | ヨーロピアンラグビー・チャンピオンズカップ                                                                             |
| 下位大会      | EPCRチャレンジカップ                            | EPCRチャレンジカップ                           | EPCRチャレンジカップ                       | EPCRチャレンジカップ                                                    | EPCRチャレンジカップ                                                                                                   |
|               |                                                 |                                                |                                            |                                                                         | |
|               | フランス                                        | イングランド                                   |                                            | アイルランド・スコットランド・ウェールズ・イタリア・南アフリカ共和国 ・ | アイルランド・スコットランド・ウェールズ・イタリア・南アフリカ共和国 ・                                                |
| 1部大会       | トップ14                                        | プレム・ラグビー (旧 プレミアシップ・ラグビー) | ユナイテッド・ラグビー・チャンピオンシップ | ユナイテッド・ラグビー・チャンピオンシップ                              | |
|               |                                                 |                                                |                                            |                                                                         | |
| 2部大会       | プロD2                                          | チャンプ・ラグビー (旧 RFUチャンピオンシップ)  |                                            | 各 国内リーグ                                                           | オールアイルランド・リーグ、 スコティッシュ・プレミアシップ、 スーパーラグビー・カムリ、 セリエAエリート、カリーカップ |
| 3部大会       | シャンピオナ・フェデラル・ナシオナル            | ナショナルリーグ1                              |                                            | 各 国内リーグ                                                           | オールアイルランド・リーグ、 スコティッシュ・プレミアシップ、 スーパーラグビー・カムリ、 セリエAエリート、カリーカップ |
| 4部大会       | シャンピオナ・フェデラル・ナシオナル2           | ナショナルリーグ2                              |                                            | 各国 下位リーグ                                                         | 略 |
| 5/6/7部大会   | フェデラル 1/2/3                                | 略                                             |                                            | 各国 下位リーグ                                                         | 略 |
| 8部大会       | プリ・フェデラル                                | 略                                             |                                            | 各国 下位リーグ                                                         | 略 |
| 9/10/11部大会 | レジオナル 1/2/3                                | 略                                             |                                            | 各国 下位リーグ                                                         | 略 |

## 所属クラブ一覧
（括弧内は本拠地。▼はナシオナルからの降格組。△はフェデラルからの昇格組。）

### プール1
- CSヴィエンヌ（フランス語版）（ヴィエンヌ）▼
- RCオーブナ・ヴァル（フランス語版）（オーブナ）
- ASベダリッド（フランス語版）（ベダリッド）
- スタッド・メトロポリタン（フランス語版）（ヴィルールバンヌ）
- スタッド・ディジョン（フランス語版）（ディジョン）
- ASマコン（フランス語版）（マコン）
- RCニーム（フランス語版）（ニーム）
- レンヌEC（フランス語版）（レンヌ）
- RCサヴォワ・リュミリー（フランス語版）（リュミリー）
- セルヴェットRC（フランス語版）（ジュネーヴ（スイス））△
- スタッド・ナント（フランス語版）（ナント）△
- RCオルレアン（フランス語版）（オルレアン）△

### プール2
- アングレット・オランピックRC（フランス語版）（アングレット）
- RCオーシュ（フランス語版）（オーシュ）
- アヴェニール・ヴァランス（フランス語版）（ヴァランス＝ダジャン）
- RCバサン・アルカション（フランス語版）（アルカション）
- ASフルーランス（フランス語版）（フルーランス）
- スポルタン・クルブ・グロエ（フランス語版）（グロエ）
- セルクル・アミカル・ラヌムザン（フランス語版）（ラヌムザン）
- USマルマンド・リュグビー（フランス語版）（マルマンド）
- ニオールRC（フランス語版）（ニオール）
- サン＝ジャン＝ド＝リュズOR（フランス語版）（サン＝ジャン＝ド＝リュズ）
- USサール（フランス語版）（サール）
- SAモレオン（フランス語版）（モレオン＝リシャール）△

## 歴代優勝チーム
初年度（2022-23シーズン）は、各プール1位チーム（計2チーム）が自動昇格する規定だった。2022-23シーズンのプレーオフ決勝戦は、各プール1位どうしが勝ち抜いたため、決勝戦前に、両チームともすでに自動昇格が決まっていた。
翌2023-24シーズンからは、決勝戦の勝者のみ自動昇格となるよう変更された（上位大会の14位(最下位)は自動降格）。準優勝チームは、上位大会13位との入替戦により、昇格か残留かが決まる。
| シーズン | 優勝                         | スコア | 準優勝                               | 備考                   |
| -------- | ---------------------------- | ------ | ------------------------------------ | ---------------------- |
| 2022-23  | CAぺリジュー(自動昇格)       | 39-20  | CSヴィエンヌ(自動昇格)               | プール戦1位が自動昇格  |
| 2023-24  | スタッド・ランゴネ(自動昇格) | 13-8   | オランピック・マルクワ(入替戦で昇格) | 優勝チームのみ自動昇格 |
| 2024-25  | レンヌEC(自動昇格)           | 19-10  | ニオールRC(入替戦で昇格)             | 優勝チームのみ自動昇格 |